# Wasserkraftwerk San Colombano
Das Wasserkraftwerk San Colombano (italienisch Impianto idroelettrico di San Colombano) ist ein 1965 in Betrieb genommenes Speicherkraftwerk bei Rovereto im Trentino Italien. Die elektrische Leistung des Kraftwerks beträgt 8,29 MW. Betrieben wird es von Dolomiti Energia Spa.

## Geschichte
Ein erstes Projekt für ein Wasserkraftwerk am Lauf des Torrente Leno wurde bereits 1957 von der Gemeinde Verona vorgelegt. Letztere hatte bereits einige Jahre zuvor am Oberlauf die Speccheri-Talsperre im Gemeindegebiet der Gemeinde Vallarsa errichtet. Dieses erste Projekt sah vier Fallstufen mit zwei Kraftwerken vor. Ein Jahr später legte auch die Gemeinde Rovereto ein Projekt allerdings nur mit zwei Fallstufen vor. 1961 einigten sich beide Gemeinden unter der Vermittlung des Senators und Präsidenten der Stadtwerke Rovereto Giovanni Spagnolli auf ein gemeinsames Projekt und gründeten die paritätisch unter den beiden Stadtwerken aufgeteilte Gesellschaft Comunità elettrica di Terragnolo (CET), die sich mit der Projektierung befasste. Den Stadtwerken AGSM aus Verona wurde der Kraftwerksbau anvertraut, während die Stadtwerke aus Rovereto später den Betrieb der Anlage gewährleisten sollte.
1964 legte die CET ein neues Projekt mit drei Fallstufen vor. Diese drei Fallstufen deckten ein Einzugsgebiet von 137,50 km² ab und besaßen drei Speicher mit einem nutzbaren Speicherraum von 3.839.000 m³ auf 820, 640 und 280 m s.l.m. Der erste Speicher sollte am Oberlauf des Leno di Terragnolo mit einem nutzbaren Speicherraum von 1.469.000 m³ entstehen, in den auch der Zufluss des Rio Pàssaul abgeleitet werden sollte. Für diese erste Stufe war ein eigenes voll automatisiertes Maschinenhaus geplant. Der zweite Speicher mit einem Speicherbecken von 170.000 m³ sollte im Mittellauf des Leno di Terragnolo errichtet werden und den Abfluss des ersten Speichers und die Restwassermenge des Leno sowie das Wasser des Rio Cavallo bei Folgaria aus einer unterirdischen über 10 km langen Überleitung aufnehmen. Mittels einer ebenfalls größtenteils unterirdische verlaufenden Druckrohrleitung sollte das Wasser anschließend einem zweiten Maschinenhaus bei San Colombano vor den Toren Roveretos zugeführt werden. Die dritte Fallstufe war dagegen nicht im Val Terragnolo geplant, sondern sollte den Restwassermenge des Leno di Vallarsa, der bereits im Oberlauf für die Stromerzeugung genutzt wurde, bei Toldo einer Fraktion der Gemeinde Trambileno auffangen. Dieser als Moscheri-Becken oder Lago di San Colombano bezeichnete Speicher war auf einen nutzbaren Speicherraum von 2.200.000 m³ angelegt und sollte ebenfalls mit einer unterirdisch verlaufenden Druckrohrleitung mit dem etwa 45 Höhenmeter darunter liegenden Kraftwerk bei San Colombano verbunden werden. Die Engpassleistung sollte insgesamt 9,453 MW betragen.
Bereits 1962 hatte man mit den ersten Bauarbeiten an der späteren zweiten Stufe begonnen. Neben den Einlaufbauwerken am Mittellauf des Leno di Terragnolo und am Rio Cavallo sowie deren Überleitungen wurde in diesem Bauabschnitt auch das Maschinenhaus bei San Colombano errichtet. 1963 wurde mit dem Bau der Talsperre San Colombano und damit der dritten Fallstufe des Projektes begonnen. 1965 wurde mit der Eröffnung des Maschinenhauses schließlich das Kraftwerk, zunächst als Laufwasserkraftwerk und gespeist von der zweiten Stufe, in Betrieb genommen. Mit der Fertigstellung der dritten Stufe wenige Monate später konnte der Betrieb auch als Speicherkraftwerk aufgenommen werden.
Aufgrund umfangreicher Sedimentablagerungen, die ein Durchsickern des aufgestauten Wassers sehr wahrscheinlich erscheinen ließen, und geologisch instabil erscheinender Talrände, musste man auf den Bau der ersten Stufe am Oberlauf des Leno di Terragnolo verzichten. Daraufhin wurde das Projekt zweimal, 1970 und 1986, umgeändert. Beide Änderungen betrafen die zweite Fallstufe, die aufgrund der Aufgabe der ersten Staustufe vergrößert werden sollte. Das 1970 vorgelegte Projekt sah anstelle eines einzigen Staubeckens zwei hintereinander liegende kleinere Speicherseen vor. Dieses Projekt erhielt erst 1984 die entsprechenden Genehmigungen. Zwei Jahre später legte die CET eine nochmalige Projektänderung vor, mit dem das untere der beiden geplanten Becken von 32.000 m³ auf 58.000 m³ vergrößert werden sollte, während der Bau des ersten 133.000 m³ großen Staubeckens vorerst hintenan gestellt wurde. 1989 wurde schließlich der Bau des unteren Stedileribeckens mit einem leicht abgeänderten Fassungsvermögen von 59.245 m³ abgeschlossen. Da der Bau des zweiten Beckens in der Zwischenzeit aufgegeben worden war, war damit auch die zweite Fallstufe ebenfalls fertiggestellt. 2002 ging die Kraftwerksleitung an die Società Trentini Servizi Spa. über, die aus der Fusion der Stadtwerke von Trient und Rovereto entstanden war. Aus Letzterer entstand 2008 die Dolomiti Energia Spa, die das Kraftwerk seitdem betreibt.

## Funktionsweise
Das Wasserkraftwerk San Colombano bezieht das Wasser aus den Einzugsgebieten des Leno di Terragnolo, Leno di Vallarsa und Rio Cavallo, und ist etwa 137,50 km² groß. Es besitzt zwei Speicher den Stedileri-Speicher ⊙ im Val Terragnolo mit einem Fassungsvermögen von 59.245 m³ und den Moscheri-Speicher geläufig als Lago di San Colombano ⊙ im Vallarsa mit einem Fassungsvermögen von 2.200.000 m³. Das Wasser des Rio Cavallo und der zwei Zuflüsse Scarabozza und Val delle Pignatte im Gemeindegebiet von Folgaria wird dagegen ohne Speicher einem einzigen Einlaufbauwerk ⊙ zur Überleitung zugeführt. Die Zuflussmenge und die Größe der Speicher erlauben keine durchgehende, sondern nur eine zeitliche begrenzte Nutzung des Kraftwerks.

### Zweite Fallstufe
Die zweite Fallstufe nutzt den Leno di Terragnolo an dessen Mittellauf sowie den Rio Cavallo und dessen Nebenflüsse. Der Leno di Terragolo wird durch ein Stauwehr mit Einlaufbauwerk auf 634 m s.l.m. und einem offenen Überleitungskanal, der auch das Wasser des Rio Pàssaul aufnimmt in das Stedileribecken geleitet. Letzteres besitzt eine Staumauer von 12,80 m Höhe. Auf der orographisch rechten Seite des Beckens liegt das vollautomatisch gesteuerte Einlaufbauwerk mit Treibgutrechen und anschließendem Druckstollen. Dieser Druckstollen quert nach etwa 500 m oberirdisch den Leno di Terragnolo und verläuft dann stets unterirdisch auf der orographisch rechten Talseite. Nach etwa 2900 m wird in den Druckstollen das Wasser aus der ebenfalls unterirdisch verlaufenden Überleitung des Rio Cavallo eingeleitet. Bei Kilometer 7,385 liegt das unterirdisch angelegte Wasserschloss, der davon ausgehende Fallschacht hat eine Länge von fast 1500 m und endet direkt am Maschinenhaus, dabei verlaufen die Druckrohrleitungen nur ein kurzes Stück oberirdisch. Das Wasser der zweiten Fallstufe überwindet einen Höhenunterschied von knapp 416 m und betreibt eine Peltron-Turbine mit vertikaler Achse und fünf Düsen.

### Dritte Fallstufe
Die dritte Fallstufe besitzt eine Fallhöhe von 46 m und wird hauptsächlich vom aufgestauten Wasser des Leno di Vallarsa gespeist. Die 36 m hohe Bogenstaumauer des Lago di San Colombano ist an der Krone 82,6 m lang. Das Stauziel liegt bei 280 m s.l.m. und die Überlaufschwelle bei 284 m s.l.m. An der orographisch rechten Talseite liegt eine Wehrklappe und der Grundablass. Auf dieser Seite befindet sich auch das Einlaufsbauwerk mit dem Druckstollen, der eine Länge von 650 m aufweist. Letzterem wird kurz vor dem oberirdisch angelegten Wasserschloss noch das Wasser des Leno di Terragnolo von dessen Unterlauf zugeführt. Dabei benutzt man eine alte Wehranlage mit Überleitung, die bereits in den 1920er Jahren für ein kleines und mittlerweile verfallenes Kraftwerk der Papierfabrik Jacob, vormals Fedrigoni, genutzt wurde. Vom turmförmigen Wasserschloss führt der 75 m lange Fallschacht zum Maschinenhaus und betreibt dort eine Francis-Turbine.

### Maschinenhaus
Das Maschinenhaus liegt auf der orographisch rechten Seite des Leno nur wenige Meter nach dem Zusammenfluss der beiden Leno-Arme unterhalb der Strada statale 46, die von Rovereto zum Passo Pian delle Fugazze führt. Etwas oberhalb des Kraftwerks liegt die Einsiedelei San Colombano, deren Zugang von der Zufahrtsstraße zum Maschinenhaus abzweigt.
Vor dem Gebäude steht ein kleines Umspannwerk für die Einspeisung in das Versorgungsnetz. Die beiden Turbinen im Maschinenhaus betreiben zwei Wechselstromgeneratoren mit einer Gesamtleistung von 25.000 kVA, wovon auf die Pelton-Turbine der zweiten Stufe 22.500 kVA fallen. Die durchschnittliche Gesamtjahresleistung des Wasserkraftwerks San Colombano beträgt etwa 60 GWh, davon trägt die zweite Fallstufe 51 GWh und die dritte Fallstufe 9 GWh bei.
Nach Durchlauf wird das Wasser über einen Abflusskanal direkt dem Leno zurückgeführt.

## Bilder

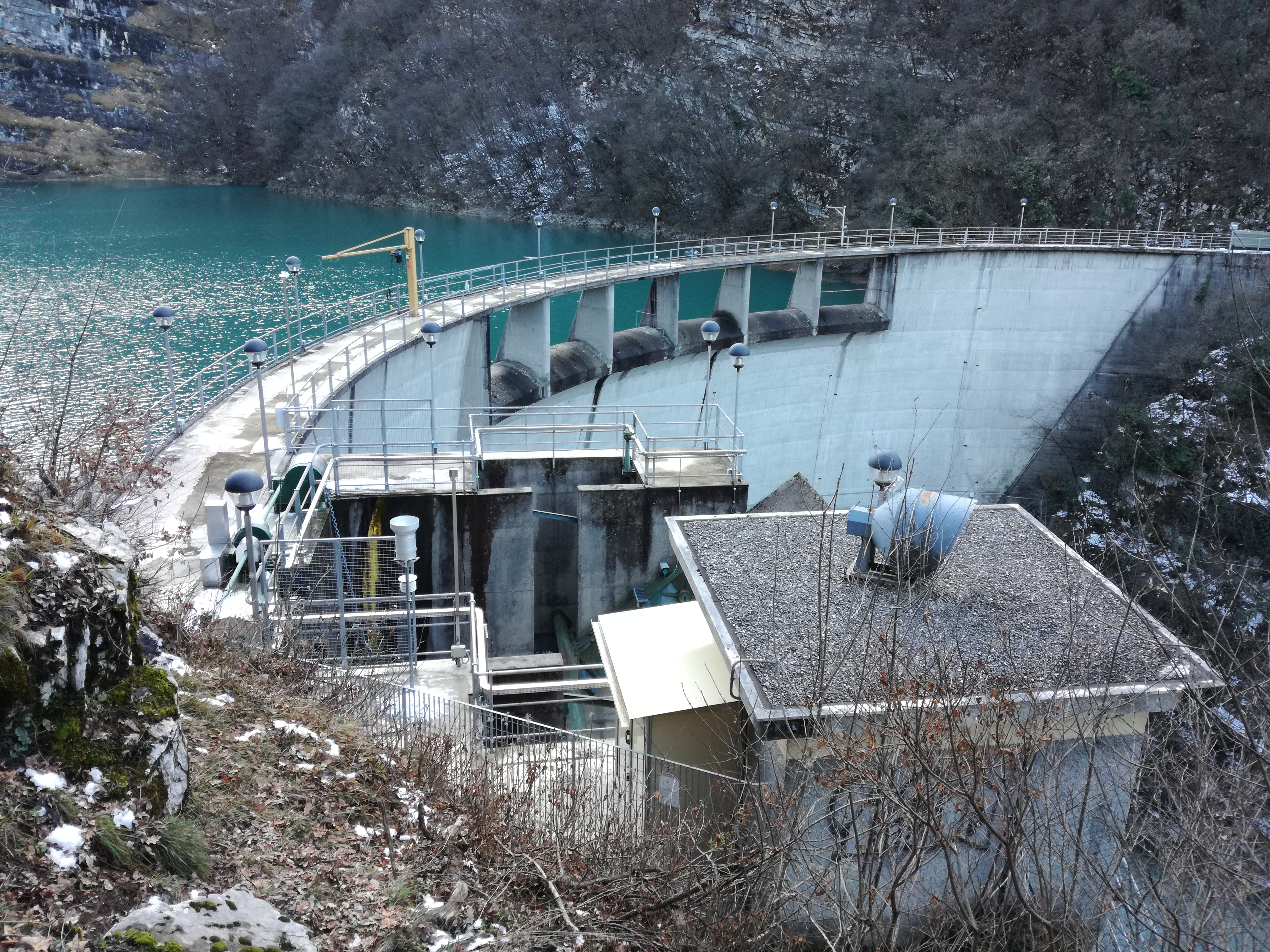
Dammkrone Talsperre San Colombano 3. Fallstufe
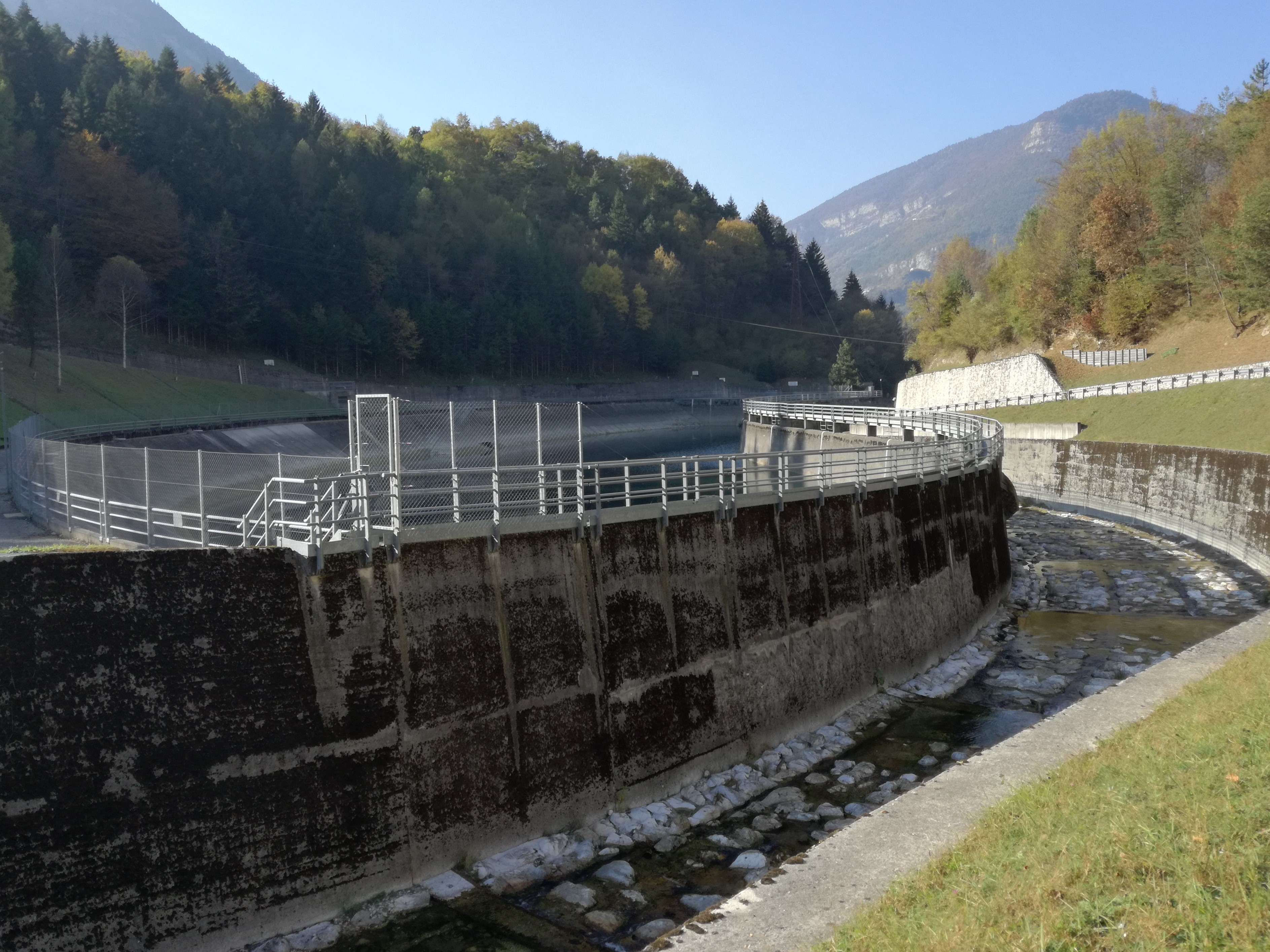
Staubecken Stedileri 2. Fallstufe
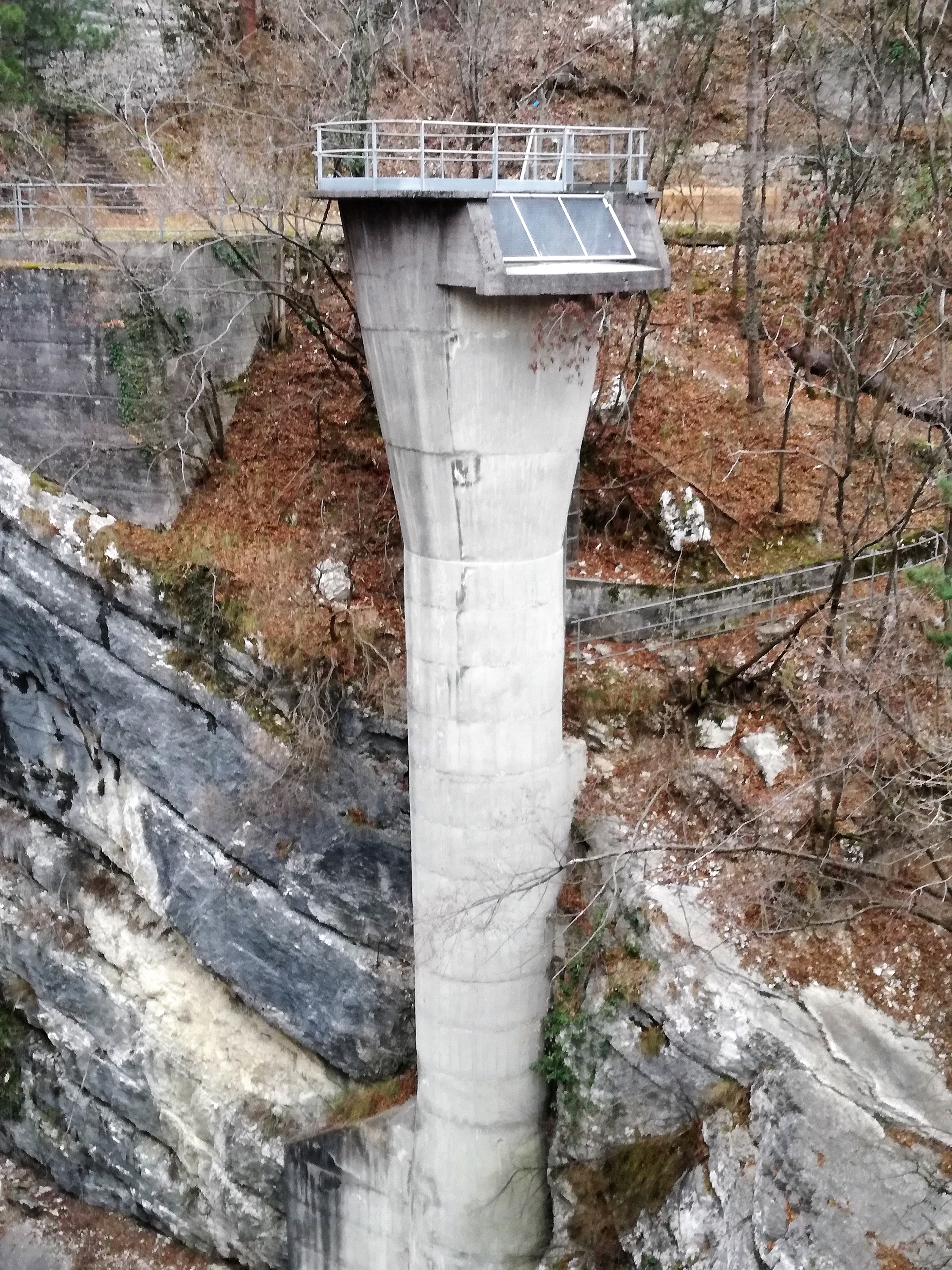
Wasserschloss San Colombano 3. Fallstufe
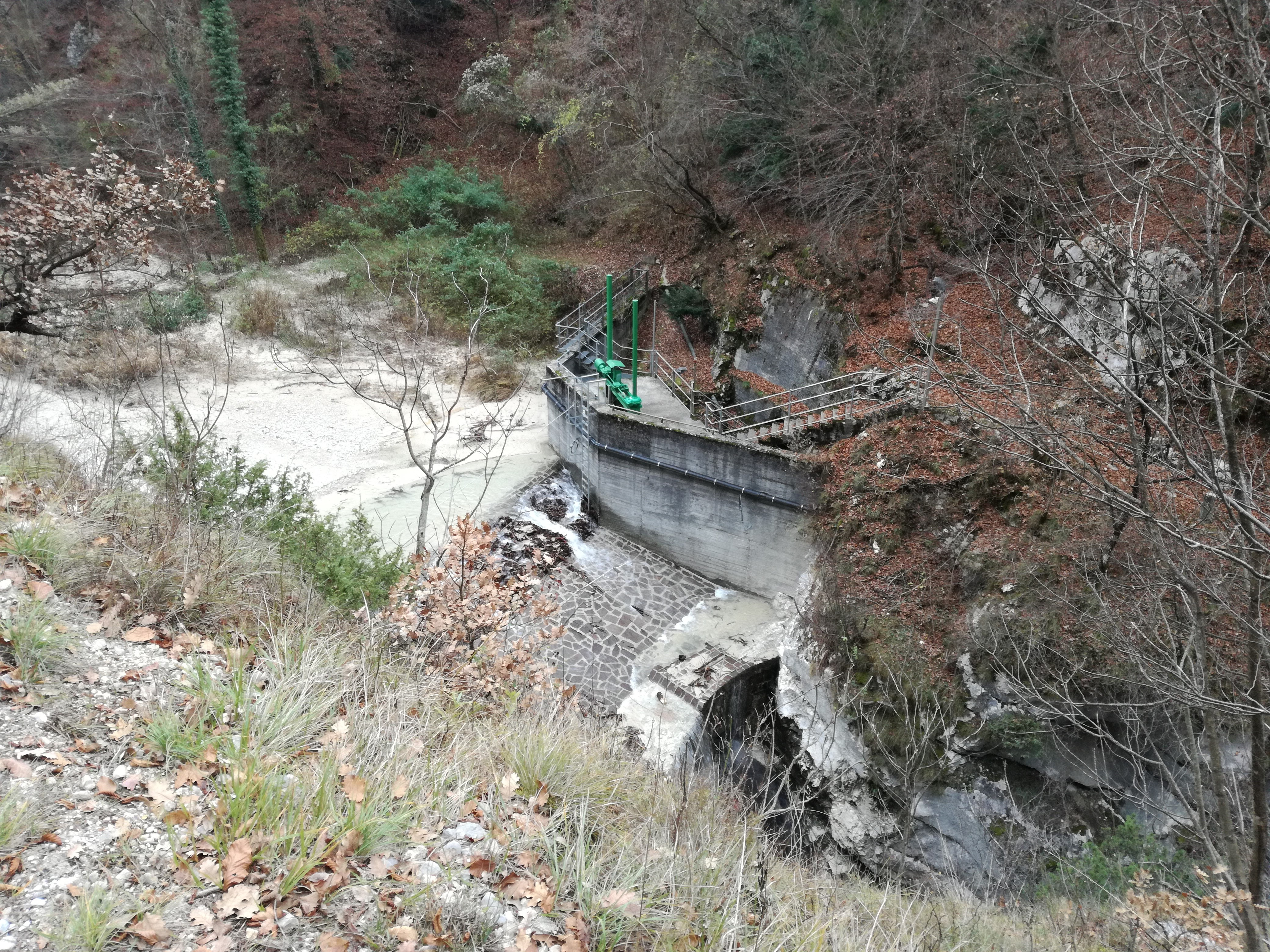
Wehr mit Einlaufbauwerk 3. Fallstufe
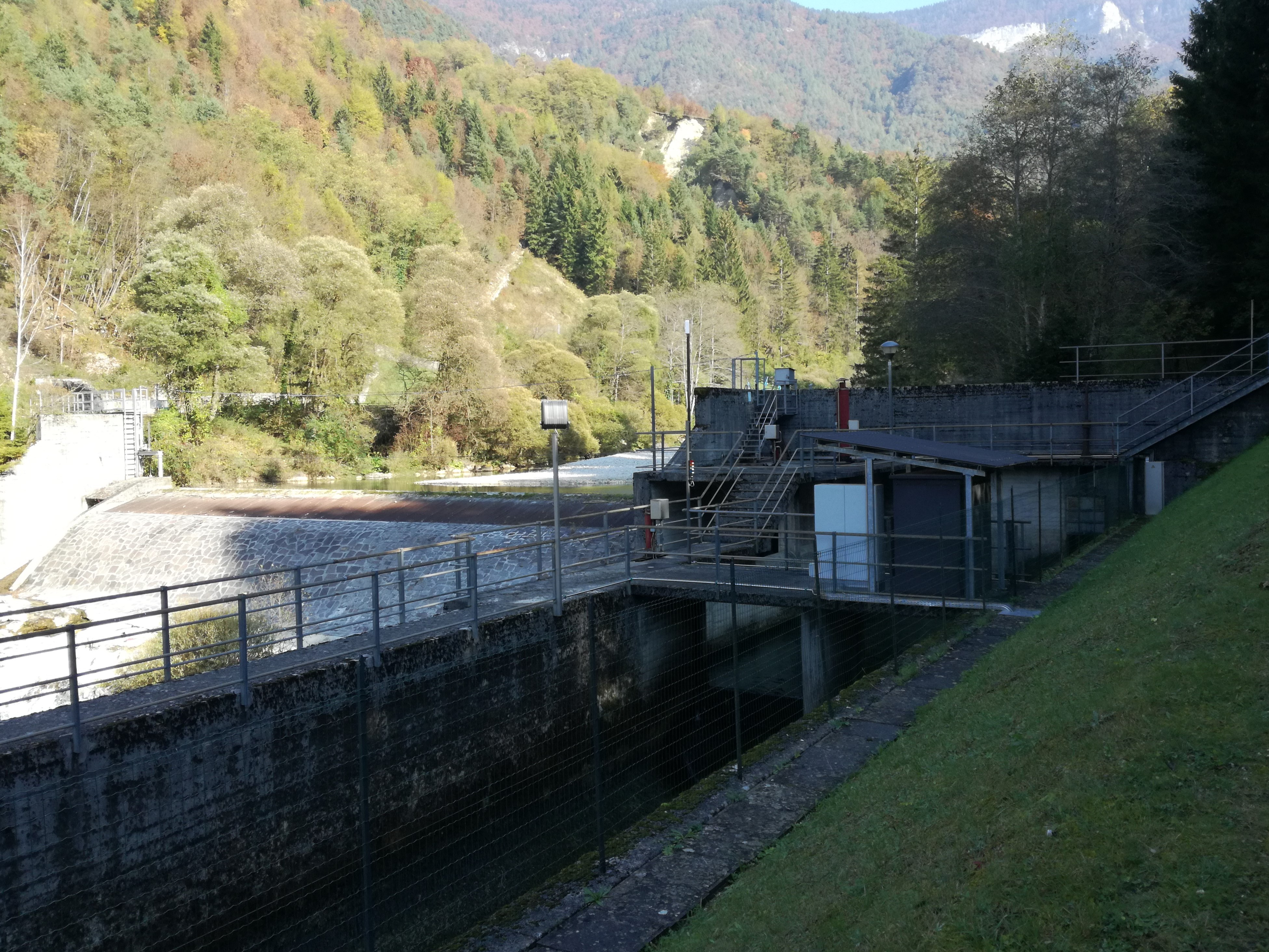
Stauwehr und Einlaufbauwerk Stedileri 2. Fallstufe
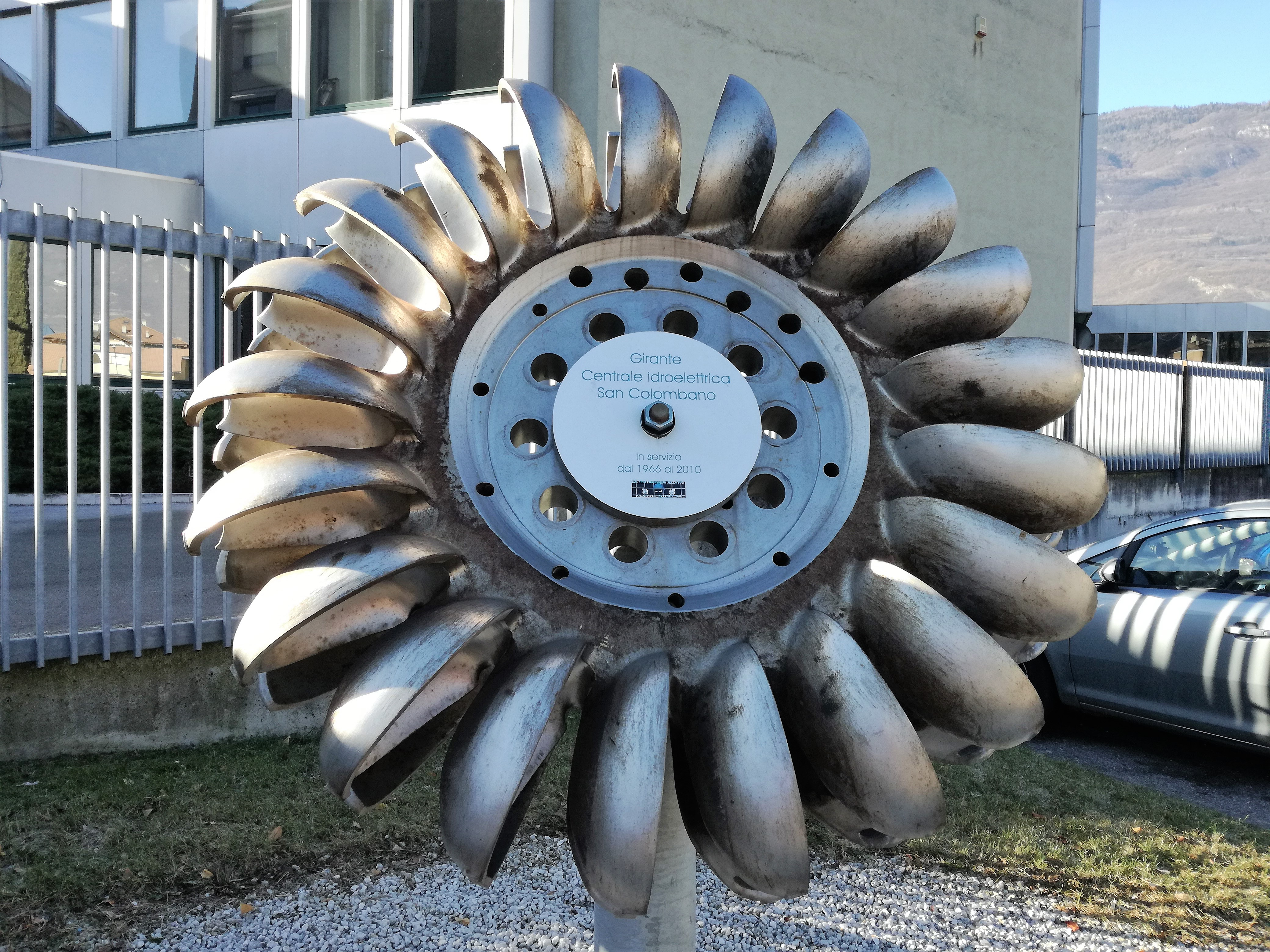
Ausgedientes Pelton Turbinenlaufrad des Wasserkraftwerks San Colombano